# Hrvatska Republika Herceg-Bosna
Hrvatska Republika Herceg-Bosna bila je hrvatska upravna jedinica unutar Republike Bosne i Hercegovine, koja je 28. kolovoza 1993. izrasla iz Hrvatske zajednice Herceg-Bosne utemeljene 18. studenog 1991., kao političke, kulturne, gospodarske i područne cjeline Hrvata u Bosni i Hercegovini.  Utemeljilo ju je hrvatsko političko vodstvo reagirajući na srpsku agresiju u Hrvatskoj i BiH, da bi se u kolovozu 1993., slijedeći Owen-Stoltenbergov mirovni plan, preoblikovala u Republiku.
Hrvatska Republika Herceg-Bosna bila je, uz Hrvatsku i Republiku BiH, supotpisnica Washingtonskog sporazuma 18. ožujka 1994., kojim je dogovoreno stvaranje Federacije BiH kao zajednice hrvatskog i bošnjačkog naroda, s ciljem kasnijeg federaliziranja cijele države. Činjenično je nastavila postojati i nakon donošenja Ustava Federacije BiH 30. ožujka 1994. do samoukinuća 14. kolovoza 1996., kada su sve ovlasti Vlade Herceg-Bosne prenesene na Vladu Federacije BiH. Iznosila je ukupno 10.950 km2 (21,4 % BiH).
Većinska presuda Međunarodnog suda u Haagu šestorici visokih dužnosnika Herceg-Bosne iz 2013. godine ukazala je na postojanje zločinačkog udruženog pothvata u dogovoru s vodstvom Republike Hrvatske s ciljem stvaranja dominacije Hrvata na većinski hrvatskim prostorima u BiH i mogućeg združivanja s Hrvatskom. U to su bili uključeni čelnici i vlast Herceg-Bosne, Hrvatskog vijeća obrane, HDZ-a i HDZ-a BiH te pripadnika raznih oružanih snaga i obavještajnih službi Hrvatske.

## Etimologija
Pojam Herceg-Bosna je složenica koja je nastala krajem 19. stoljeća u određenim hrvatskim intelektualnim krugovima koja je zamjenjivala sam pojam Bosna i Hercegovina. Neki hrvatski povjesničari poput Ferde Šišića za područje Bosne i Hercegovine koristili su isključivo naziv Herceg-Bosna, a taj su naziv još koristili Hamdija Kreševljaković, Vladko Maček i Aleksandar Karađorđević. Mladen Lorković i Dominik Mandić su koristili oba naziva (Herceg-Bosna, Bosna i Hercegovina) kao istoznačnice.
Naziv Herceg-Bosna prihvatila je početkom '90-ih godina XX. stoljeća politika Hrvatske demokratske zajednice u Bosni i Hercegovini koja je također pod tim pojmom smatrala kompletno ovozemlje Bosne i Hercegovine. Poslije 18. studenog 1991. godine, taj se pojam vezao za Hrvatsku zajednicu poslije Hrvatsku Republiku Herceg-Bosnu sa sjedištem u Grudama.
Nakon Washingtonskog sporazuma i uspostavljanja Federacije BiH koja je sastavljena od županija, nesuglasje političara oko nazivlja većinske hrvatske županije sa sjedištem u Livnu (Prijedlozi su bili: Dinarska, Tropoljska, Livanjska itd.) usvojen je kompromisan naziv Hercegbosanska županija koji je kao takav pred Ustavnim sudom Federacije BiH proglašen neustavnim, pa je uveden i naziv Županija br. 10.

## Povijest

### Stvaranje
Ne dovodeći u pitanje svoju podršku državnoj neovisnosti i teritorijalnoj cjelovitosti, Hrvatska demokratska zajednica Bosne i Hercegovine, kao vrhovna politička i društvena institucija Hrvata u BiH, zalagala se za njezino ustrojstvo kao složene federativne države konstituirane od samoupravnih, uvjetno rečeno nacionalnih, teritorijalnih jedinica. Dotad su postojale regionalne zajednice, organizacije HDZ-a pojedinu regiju (kotar). To su bile Hercegovačka, Travnička, i Posavska regionalna zajednica HDZ-a BiH.
Na sjednici Travničke regionalne zajednice, 21. srpnja 1991., navodi se da Predsjedništvo BiH, svojim neodređenim stavovima i Vlada BiH svojim konkretnim mjerama ništa nije kvalitetnije poduzela za rješavanje nastale sitacije; polarizacija na nacionalnoj osnovi u potpunosti je paralizirala Skupštinu BiH, a HDZ-ovi zastupnici su postali marionete politike SDA; Ministarstvo narodne obrane BiH nijemo gleda mobiliziranje rezervista u BiH, dok naoružane četničke bande šire paniku i nered, a gospodarstvo je u potpunom kolapsu. Na osnovu ovih zaključaka, preporučuje se hrvatskom pučanstvu Travničke regije i hercegovačkih općina da se udruže u Hrvatsku regionalnu zajednicu Bosne i Hercegovine. To je pozdravljeno na II. redovitoj sjednici Glavnog odbora HDZ-a, 6. kolovoza 1991.
Prijedlog regionalizacije s ciljem što tješnjeg povezivanja općinskih odbora HDZ-a BiH upućen je 23. kolovoza 1991. godine. To su, osim postojeće tri, bile: Sarajevska, Dobojsko-zenička, Banjalučka, Bihaćko-kladuška, i Tuzlanska regionalna zajednica HDZ-a BiH. Vrlo vjerojatno je da nijedna od spomenutih regionalnih zajednica nije prerasla u hrvatsku zajednicu, iako će se poslije Hrvati na područjima Sarajeva, Zenice, i Tuzle vojno organizirati u brigade Hrvatskog vijeća obrane, povezane s Glavnim stožerom HVO-a.
Na Savjetu sigurnosti HDZ-a BiH, 18. rujna 1991., dotadašnje Sigurnosno vijeće postaje Krizni stožer, koji rukovodi sa sustavom obrane hrvatskog naroda u Bosni i Hercegovini i osigurava nabavu oružja. Krizni stožeri se hitno formiraju za Travničku, Hercegovačku i Posavsku regionalnu zajednicu, dok će Sarajevskom neposredno koordinirati glavni Krizni stožer HDZ-a BiH. Na prekretnici, takvo se zalaganje posebice snažno očitovalo osnivanjem niza teritorijalno-samoupravnih hrvatskih zajednica. Hrvatske zajednice su osnovane kao odgovor na osnivanje srpskih autonomnih oblasti i velikosrpsku agresiju, kojoj središnja vlast u Sarajevu nije bila dorasla.
Prva takva zajednica bila je Hrvatska zajednica Bosanska Posavina, koja je osnovana 12. studenog 1991. U Hrvatsku zajednicu Bosansku Posavinu ušle su općine: Bosanski Brod, Modriča, Bosanski Šamac, Brčko, Derventa, Odžak, Orašje i Gradačac, a sjedište je bilo u Brodu. Istoga dana, u Grudama su se sastale Hercegovačka i Travnička regionalna zajednica i donijele zaključke da u slučaju raspada Bosne i Hercegovine, hrvatski narod mora povesti odlučnu aktivnu politiku, koja treba dovesti do zajedničke hrvatske države. Treba pristupiti formiranju Hrvatske banovine u BiH, kao prve faze do konačnog rješenja pitanja.
U Grudama, 18. studenog 1991. godine, uspostavljena je Hrvatska zajednica Herceg-Bosna, sa sjedištem u Grudama, a potom u Mostaru. U njen sastav ušlo je 30 općina: Jajce, Kreševo, Busovača, Vitez, Novi Travnik, Travnik, Kiseljak, Fojnica, Dobretići, Kakanj, Vareš, Kotor Varoš, Tomislavgrad, Livno, Kupres, Bugojno, Uskoplje, Prozor, Konjic, Jablanica, Posušje, Mostar, Široki Brijeg, Grude, Ljubuški, Čitluk, Čapljina, Neum, Stolac i Ravno.

U Odluci o uspostavi Hrvatske zajednice Herceg-Bosne je naglašeno da će Hrvatska zajednica Herceg-Bosna poštovati demokratski izabranu vlast Republike Bosne i Hercegovine sve dok postoji državna nezavisnost Bosne i Hercegovine u odnosu na bivšu ili svaku drugu Jugoslaviju. Stvaranje obrambene zajednice dobilo je potporu i iz Republike Hrvatske ponajprije zbog teške i neizvjesne situacije u kojoj se ona tada nalazila. Taj dan pao je Vukovar i došlo je do teškog stradanja hrvatskog naroda u istočnoj Slavoniji. Hrvatska zajednica Herceg-Bosna zamišljena je kao privremeno tijelo vlasti u funkciji obrane onih dijelova Bosne i Hercegovine gdje su Hrvati bili u većini ili su barem činili značajan udio stanovništva. Osnivači Herceg Bosne vjerovali su da će uz pomoć Muslimana uspjeti obraniti te prostore. Predsjednik Herceg-Bosne Mate Boban je na pitanje: "Zašto Herceg Bosna u ovom trenutku?", odgovorio:
»Bosna ponosna prestala je biti ponosna. Njenim cestama, željeznicom, eterom njenim – kruži zlo. Ona je okupirana. Hrvatski narod, ponosan narod, morao je učiniti nešto da u tome ne sudjeluje, da da do znanja da to ne želi.«
U siječnju 1992., osnovane su hrvatske zajednice u ostalom dijelu Bosne, Hrvatska zajednica Usora, 14. siječnja i Hrvatska zajednica Srednja Bosna, 27. siječnja. Hrvatsku zajednicu Usora sačinjavali su prostori naseljeni Hrvatima od najsjevernijih sela u usorskoj dolini (Prisade, Makljenovac) preko Teslića, Studenaca i Slatine do Rajševe. Hrvatska područja u kraju Teslić–Komušina, bila su uvezana u Hrvatsku zajednicu Usora sve do prekida komunikacije (grad Teslić) sa sjevernim dijelom zajednice, tj. današnjom općinom Usora. Teritorij Hrvatske zajednice Srednja Bosna odgovara teritoriju današnje općine Žepče i zapadnom djelu današnje općine Maglaj.
| Zastava i grb, koje su koristile hrvatske zajednice |  | Zastava i grb, koje su koristile hrvatske zajednice |
| Zastava i grb, koje su koristile hrvatske zajednice |  |                                                     |

Na sjednici Predsjedništva HDZ-a BiH, 16. siječnja 1992., hitno traži se Sarajevske hrvatske zajednice, u općinama, koje gravitiraju gradu Sarajevu, a nisu uključene u Hrvatsku zajednicu Herceg-Bosnu. Iako će poslije biti proglašeno ujedinjenje hrvatskih zajednica na području Tuzle (Soli) i Sarajeva (Vrhbosna) s Herceg-Bosnom, velika je vjerojatnost da su te zajednice ostale samo mrtvo slovo na papiru. Ipak, njihovi vojni odjeli Brigada Kralj Tvrtko HVO Sarajevo i 115. Zrinski HVO Tuzla su bili povezani s Hrvatskim vijećem obrane Herceg-Bosne i podčinjeni Glavnom stožeru HVO-a do kraja 1993., odnosno početka 1994. kada će ih nasilno ukinuti Muslimani.
S obzirom na situaciju, bilo je prirodno da se otvaranjem komunikacije preko Dubrava područja od Studenaca do Rajševa kao zaseban dio uvežu u Hrvatsku zajednicu Srednja Bosna, odnosno s Žepčem, što je i učinjeno 24. svibnja 1992. Već sljedeći dan kreće velika ofenziva u predjelu Gornje Komušine, koja se u narednim tjednima proširuje i s teslićke strane napadom na Studence.
Sve regionalne zajednice su zajednički povezane u travnju 1992. godine, osnivanjem Hrvatskog vijeća obrane. Potkraj 1992. godine, na sastanku u Travniku pod predsjedanjem Mate Bobana je donesena odluka da se sve hrvatske zajednice ujedine u vrhovnu, Hrvatsku zajednicu Herceg-Bosnu. Tako su Herceg-Bosni pristupili: Srednja Bosna (Žepče), Usora (sjeverni, slobodni dio) i Bosanska Posavina (jedini slobodni dio Orašje). Do tada, Srbi su zauzeli dvije općine Herceg-Bosne, Kupres i Kotor Varoš.

### Rat u BiH
U ratu u Bosni i Hercegovini, Hrvati su zahvaljujući svojem samoorganiziranju putem Hrvatske zajednice, a poslije Hrvatske Republike Herceg-Bosne i njezinih oružanih snaga Hrvatskog vijeća obrane izborili svoj opstanak u Bosni i Hercegovini. Hrvatski narod u Bosni i Hercegovini prvi se organizirao politički i vojno protiv srpskog agresora. Ta njegova organizacija bila je temelj nastojanja da se održi kao konstitutivan i suveren narod u Bosni i Hercegovini. U redovima hrvatskih vojnih postrojbi početkom rata u Bosni i Hercegovini s Hrvatima su se borili i Bošnjaci.
Hrvatske obrambene snage osnivaju se 3. prosinca 1991., a Hrvatsko vijeće obrane osniva se 8. travnja 1992. godine, kao vrhovno tijelo obrane hrvatskog naroda u BiH i zaštite drugih naroda u toj zemlji od bilo kojeg agresora. U osnivačkim aktima Hrvatskog vijeća obrane nema separatističkih tendencija. Oružane postrojbe hrvatskog naroda (HVO) tako su se borile za opstojnost kako hrvatskog tako i bošnjačkog naroda tijekom srpske agresije na Bosnu i Hercegovinu.
HVO je od velikosrpske agresije obranio zapadnu i središnju Hercegovinu te velik dio srednje Bosne (sve osim Jajca). Jedini veći gubitak, za Hrvate, bio je pad većine Bosanske Posavine (nije palo samo Orašje) jer je ta povijesna i zemljopisna mikroregija bila jedno od najbogatijih područja u BiH. Na tom području, Hrvati su bili većina i prema popisu stanovništva iz 1991. godine bilo ih je 131.542.
Dana 14. rujna 1992. godine, Ustavni sud Republike Bosne i Hercegovine, sastavljen većinom od Bošnjaka, proglašava Hrvatsku zajednicu Herceg-Bosnu nelegalnom. Krajem listopada 1992. godine izbija Bošnjačko-hrvatski sukob, u kojem Bošnjaci otvoreno napadaju svoje dojučerašnje saveznike Hrvate. Bošnjačka vojska u pet ofenziva zauzela je velik dio prostora koji su bili pod kontrolom Hrvatskog vijeća obrane, gotovo cijelu sjevernu i srednju Bosnu (osim Novog Travnika, Viteza, Busovače, Kiseljaka, Kreševa, Žepča i šireg područja oko tih gradova, Usore, dijela travničke općine, dijela zavidovićke općine, i dijela vareške općine) i dio Hercegovine: Konjic, Jablanicu te istočne i sjeverne dijelove mostarske općine.
Dana 28. kolovoza 1993. godine, Predsjedništvo Hrvatske zajednice Herceg-Bosne i zastupnici hrvatskog naroda u Vijeću općina Skupštine Republike Bosne i Hercegovine donose Odluku o konstituiranju Zastupničkog doma Hrvatske Republike Herceg-Bosne kao najvišeg predstavničkog tijela i nositelja zakonodavne vlasti u HZ Herceg-Bosni, što znači da Hrvatska zajednica Herceg-Bosna prerasta u Hrvatsku Republiku Herceg-Bosnu.
Odluka polazi od neotuđivosti, nedjeljivosti i neprenosivosti prava hrvatskog naroda u Bosni i Hercegovini kao jednog od tri konstitutivna naroda. Odluka o transformaciji Hrvatske zajednice Herceg-Bosne u Hrvatsku Republiku Herceg-Bosnu bila je u potpunosti pravno utemeljena na Owen-Stoltenbergom planu koji je predviđao uniju republika u Bosni i Hercegovini, no zbog činjenice da u to vrijeme plan još nije stupio na snagu, on se eksplicitno ne spominje u preambuli.
Bošnjačko-hrvatski sukob je eskalirao tijekom 1993. godine, a slabi početkom 1994. godine, kada političko-diplomatski pregovori između dvije zaraćene strane postaju sve jači i značajniji. U ožujku 1994. godine, u Washingtonu je potpisano primirje između Hrvata i Bošnjaka, a njihovi teritoriji su ujedinjeni u Federaciju BiH.
Nakon potpisivanja Washingtonskog sporazuma HVO je zajedno s Hrvatskom vojskom, a u nekim akcijama i s Armijom Republike Bosne i Hercegovine počeo nizati ratne pobjede protiv srpskog neprijatelja. U 7 uspješnih pobjedničkih operacija, HVO zajedno s HV-om, a u nekim akcijama i s Armijom BiH je oslobodio čitavu zapadnu Bosnu. Kruna uspješnih operacija je bila operacija Južni potez u kojoj su združene hrvatske snage izbile na 23 kilometra od Banje Luke, što je bilo u dosegu hrvatskog dalekometnog topništva. Srpske snage su razbijene i u kaosu se povlače prema Banjoj Luci, a zajedno s njima i nova kolona srpskih izbjeglica. Akcija Južni potez, prekinuta je na zahtjev međunarodne zajednice 15. listopada 1995. godine.
Uspješne vojne operacije Hrvata, ali i intervencija NATO-a operacijom Namjerna sila natjerali su Srbe da sjednu za pregovarački stol. Daytonskim mirovnim sporazumom završio je rat u Bosni i Hercegovini. Jedan od najosnovnijih principa na kojima je Daytonski sporazum bio zasnovan je bila podjela Bosne i Hercegovine po ključu 51-49 (51% teritorija BiH Federaciji BiH i 49% Republici Srpskoj) koji je usuglasila tzv. kontakt grupa. Daytonski sporazum je djelovao da usuglasi dogovor o problematičnim pitanjima neke od kojih su bile: pravne, državne i teritorijalne nagodbe.
Daytonski sporazum je efektivno završio rat, ali je ostavio mnoge stvari neriješene. Pored toga konačni dogovor ostvaren u Daytonu danas se smatra jednim od najkontroverznijih političkih rješenja proizašlih iz cjelokupne Jugoslavenske krize.
Prema podacima koje je objavio Istraživačko-dokumentacijski centar iz Sarajeva, u Bosni i Hercegovini je tijekom rata poginulo ili nestalo 7.762 Hrvata. Tijekom rata, Armija Republike Bosne i Hercegovine za manje od dvije godine rata je prognala 128.343, dok je Vojska Republike Srpske za 4 godine rata prognala 155.040 Hrvata. Zbog ratnog stanja sa slobodnih prostora Bosne i Hercegovine, izbjeglo je 104.000 Hrvata.

## Zemljopis

### Zemljopisne cjeline
Kada je proglašena Hrvatska zajednica Herceg-Bosna, u njezin sastav su ušli dijelovi dvije zemljopisne i povijesne cjeline: Bosne i Hercegovine, od kojih je sastavljena država Bosna i Hercegovina. Drukčije gledano u sastav Hrvatske zajednice Herceg-Bosne tada su ušle sljedeće mikroregije i dijelovi mikroregija Bosne i Hercegovine: Bosanska Posavina, Zapadna Hercegovina, dijelovi Istočne Hercegovine (Stolac i Ravno), dijelovi Završja (Livno, Tomislavgrad i Kupres), Srednja Bosna, dijelovi Bosanske Krajine (Kotor-Varoš i dijelovi općine Skender-Vakuf – današnja općina Dobretići) i dijelovi Sjeverne Bosne (Žepče, dijelovi općine Tešanj – današnja općina Usora, dijelovi općine Teslić, Vareš i dijelovi općine Kakanj).

### Planine i nizine
Područje koje je proglašeno dijelom Herceg-Bosne većinom je planinsko s karakterističnim visoravnima i krškim poljima (Livanjsko, Glamočko i Duvanjsko, prostor poznat kao Tropolje ili Završje) te trenutak užim, trenutak širim riječnim dolinama i kotlinama. Na jugozapadu se nalazi visoko Dinarsko gorje, prirodna granica između Bosne i Hercegovine i Hrvatske. Najviši vrh Herceg-Bosne bila je planina Čvrsnica (vrh Pločno 2222 m), dok je najniži dio pored mora.
Na sjeveru se planinski prostor spušta s mnogim brežuljcima postupno se pretvarajući u prostranu nizinu, plodnu i gospodarski značajnu Bosansku Posavinu koja je dio Panonske nizine. Hercegovinu čine planinska (visoka) i jadranska (niska) Hercegovina, koja užim pojasom između Neuma i poluotoka Klek izbija na Jadransko more u dužini od 20 km.

### Najviše planine
| Vrh               | Planina  | Visina |
| Pločno            | Čvrsnica | 2222 m |
| Nadkrstac Vranica | 2112 m   |        |
| Zelena Glava      | Prenj    | 2103 m |
| Veliki Vran       | Vran     | 2074 m |
| Cincar            | Cincar   | 2005 m |

### Rijeke i jezera
Glavne rijeke su bile Sava, Neretva, Lašva i Usora. Najveća jezera Buško i Jablaničko su umjetna (akumulacijska). Buško jezero je nastalo potapanjem jednog dijela Livanjskog polja, a Ramsko i Jablaničko jezero su nastali gradnjom hidroelektrane na rijeci Rami odnosno Neretvi.

### Klima
Klima je umjereno kontinentalna s toplim ljetima i hladnim zimama koja je ponegdje ublažena utjecajem mora. Područja s velikom nadmorskom visinom imaju kratka hladna ljeta i duge oštre zime. Primorje u području Neuma i niska Hercegovina ima blage kišovite zime i vruća ljeta.

### Naselja
Glavni grad, de iure, je bio Mostar (općina Mostar 126.628 stanovnika), a veći gradovi su bili: Brčko (općina Brčko 87.627 stanovnika), Travnik (općina Travnik 70.747 stanovnika), Derventa (općina Derventa 56.489 stanovnika), Bugojno (općina Bugojno 46.889 stanovnika), Jajce (općina Jajce 45.007 stanovnika), Konjic (općina Konjic 43.878 stanovnika) i Livno (općina Livno 40.600 stanovnika).
Podatci o broju stanovnika u općinama prema popisu stanovništva u Bosni i Hercegovini 1991. godine.

## Politika

### Raspodjela vlasti
Vlast u Sarajevu oglušila na zahtjeve bosanskohercegovačkih Hrvata da se zaustavi korištenje teritorija BiH za agresiju na Hrvatsku. BiH je izgubila element neutralnosti i postala je akter u toj agresiji. U tom ratu su sudjelovale jedinice Teritorijalne obrane iz većinskih srpskih oblasti. BiH je postala baza za napad na Hrvatsku. Uvidjevši da sarajevske vlasti ništa ne poduzimaju, bosanskohercegovački Hrvati su se politički i vojno samoorganizirali preko HVO-a i Herceg-Bosne. Hrvatska zajednica Herceg-Bosna utemeljena je 18. studenog 1991. godine, u Grudama, što je bilo u skladu s tadašnjim ustavnim rješenjima o osnivanju zajednica općina. U osnivačkim aktima Hrvatske zajednice Herceg-Bosne i Hrvatskog vijeća obrane nema separatističkih tendencija. Oružane postrojbe hrvatskog naroda (HVO) tako su se borile za opstojnost kako hrvatskog tako i bošnjačkog naroda tijekom srpske agresije na Bosnu i Hercegovinu. Hrvatska zajednica Herceg Bosna nikada nije donijela ustav o raskidu odnosa s Bosnom i Hercegovinom. Nije donijela čak ni svoj statut, a u svim je aspektima poštivala suverenitet Bosne i Hercegovine.
Predsjednik Hrvatske zajednice, poslije Hrvatske Republike Herceg-Bosne je predstavljao i zastupao Herceg-Bosnu u Bosni i Hercegovini i inozemstvu. Bio je nadležan za teritorijalnu cjelovitost i opstanak Herceg-Bosne. Predsjednik se nije birao nego su ga birali članovi Predsjedničkog vijeća. Predsjedničko vijeće Hrvatske Republike Herceg-Bosne uz predsjednika imalo je glavnu izvršnu vlast u Hrvatskoj zajednici, poslije Hrvatskoj Republici Herceg-Bosni. Prvi predsjednik je bio Mate Boban, a drugi i posljednji Krešimir Zubak.
Vladu HZ Herceg-Bosne je predstavljala civilna sastavnica HVO-a, koja je bila zamišljena kao najviša izvršna i upravna vlast, ali kao potrebna privremena mjera dok vlada RBiH ne preuzme odgovornost za zaštitu svih građana. Kada je proglašena Hrvatska Republika Herceg-Bosna,  civilna sastavnica HVO-a je prerasla u Vladu HR Herceg-Bosne, koja je konstituiranim Zastupničkim domom HR Herceg-Bosne, donosila zakone i druge akte.
Dana 28. kolovoza 1993. godine,u Grudama, Predsjedništvo Hrvatske zajednice Herceg-Bosne i zastupnici hrvatskog naroda u Vijeću općina Skupštine Republike Bosne i Hercegovine donose Odluku o konstituiranju Zastupničkog doma Hrvatske Republike Herceg-Bosne kao najvišeg predstavničkog tijela i nositelja zakonodavne vlasti u HZ Herceg-Bosni, što znači da Hrvatska zajednica Herceg-Bosna prerasta u Hrvatsku Republiku Herceg-Bosnu. Odluka polazi od neotuđivosti, nedjeljivosti i neprenosivosti prava hrvatskog naroda u Bosni i Hercegovini kao jednog od tri konstitutivna naroda. Odluka o transformaciji Hrvatske zajednice Herceg-Bosne u Hrvatsku Republiku Herceg-Bosnu bila je u potpunosti pravno utemeljena na Owen-Stoltenbergom planu koji je predviđao uniju republika u Bosni i Hercegovini. Odluka o utemeljenju Hrvatske Republike Herceg-Bosne, u potpunosti, je konzistentna s navedenim planom, no zbog činjenice da u to vrijeme plan još nije stupio na snagu, on se eksplicitno ne spominje u preambuli.
Na temelju članka 7. Temeljne odluke o uspostavi i proglašenju Hrvatske Republike Herceg-Bosne i članku 4. Zakona o Vladi HR H-B, Zastupnički dom HR H-B na trećem zasjedanju, 20. studenoga 1993., donio je odluku o izboru Vlade HR H-B.
| Dužnost                                                       | Ministar               | Početak mandata     | Napomena                     |
| ------------------------------------------------------------- | ---------------------- | ------------------- | ---------------------------- |
| Predsjednik Vlade                                             | Jadranko Prlić         | 20. studenoga 1993. |                              |
| Dopredsjednik Vlade                                           | Ivan Čuljak            | 20. studenoga 1993. |                              |
| Dopredsjednik Vlade                                           | Drago Bilandžija       | 13. siječnja 1995.  |                              |
| Dopredsjednik Vlade                                           | Mile Akmadžić          | 13. siječnja 1995.  |                              |
| Dopredsjednik Vlade                                           | Valentin Ćorić         |                     |                              |
| Dopredsjednik Vlade                                           | Pero Marković          | 28. lipnja 1995.    |                              |
| Ministar obrane                                               | Perica Jukić           | 20. studenoga 1993. | Ujedno i dopredsjednik Vlade |
| Ministar obrane                                               | Vladimir Šoljić        | 23. veljače 1994.   | Ujedno i dopredsjednik Vlade |
| Ministar financija                                            | mr. Jozo Martinović    | 20. studenoga 1993. | Ujedno i dopredsjednik Vlade |
| Ministar financija                                            | Drago Bilandžija       | 14. listopada 1994. |                              |
| Ministar financija                                            | Neven Tomić            | 13. siječnja 1995.  |                              |
| Ministar unutarnjih poslova                                   | Valentin Ćorić         | 20. studenoga 1993. |                              |
| Ministar unutarnjih poslova                                   | Ivan Vrankić           |                     |                              |
| Ministar pravosuđa i uprave                                   | Krešimir Zubak         | 20. studenoga 1993. |                              |
| Ministar pravosuđa i uprave                                   | Stjepo Pranjić         |                     |                              |
| Ministar pravosuđa i uprave                                   | Mato Tadić             | 13. siječnja 1995.  |                              |
| Ministar prometa i veza                                       | Ilija Kožulj           | 20. studenoga 1993. |                              |
| Ministar energetike, rudarstva i industrije                   | mr. Vladimir Šoljić    | 20. studenoga 1993. |                              |
| Ministar energetike, rudarstva i industrije                   | Marinko Bošnjak        | 7. travnja 1994.    |                              |
| Ministar trgovine, turizma i poduzetništva                    | Ile Krezo              | 20. studenoga 1993. |                              |
| Ministar trgovine, turizma i poduzetništva                    | dr. Nikola Grabovac    | 13. siječnja 1995.  |                              |
| Ministar poljoprivrede, šumarstva i vodoprivrede              | Marko Božanović        | 20. studenoga 1993. |                              |
| Ministar zdravstva                                            | dr. Ivan Šarac         | 20. studenoga 1993. |                              |
| Ministar zdravstva                                            | dr. Božo Ljubić        | 13. siječnja 1995.  |                              |
| Ministar rada, socijalne skrbi i obitelji                     | Ilija Žuljević         | 20. studenoga 1993. |                              |
| Ministar prosvjete, znanosti, kulture i športa                | Jozo Marić             | 20. studenoga 1993. |                              |
| Ministar obnove i razvoja                                     | Zulfo Robović          | 20. studenoga 1993. |                              |
| Ministar obnove i razvoja                                     | Božo Rajić             | 28. lipnja 1995.    |                              |
| Ministar za međurepubličku suradnju i međunarodne odnose      | Mile Akmadžić          | 20. studenoga 1993. |                              |
| Ministar za međurepubličku suradnju i međunarodne odnose      | mr. Vladislav Pogarčić | 13. siječnja 1995.  |                              |
| Ministar prostornog uređenja, graditeljstva i zaštite okoliša | Željko Obradović       | 23. veljače 1993.   |                              |
| Ministar prostornog uređenja, graditeljstva i zaštite okoliša | Zulfo Robović          | 28. lipnja 1995.    |                              |

Odluku o razrješenju Vlade donijelo je Predsjedničko vijeće HR H-B, 15. lipnja 1996., te istovremeno imenovalo novu, suženu Vladu sa sljedećim članovima:
- Pero Marković, predsjednik
- mr. Vladimir Šoljić, ministar obrane
- Ivan Vrankić, ministar unutarnjih poslova
- Frano Franić, ministar financija
- Valentin Ćorić, ministar društvenih djelatnosti
- Nikola Antunović, ministar gospodarstva.

Državne dužnosti ove vlade prestale su krajem 1996. godine
Herceg-Bosna je imala ogroman značaj u osiguranju svih segmenata života u ratnim uvjetima, u vremenu kada iz Sarajeva nije bilo ni telefonskog poziva, a niti pomoći i taj posao je uspješno obavljen. U kratkom vremenu, bile su osposobljene porušene prometnice, uspostavljen energetski te PTT sustav, sustav zdravstva, školstva i socijalne skrbi. U najsloženijim ratnim uvjetima gdje se pomoć nije mogla osigurati redovito, organizirana je čak i jesenska sjetva u enklavama u središnjoj Bosni (Lašvanska i Lepenička dolina, Žepče, Usora) i tako su osigurane osnovne namirnice za život. Ostavljen je dojam da je taj sustav u cijelosti funkcionirao, iako to u ratnim okolnostima nije ni približno odgovaralo stvarnom stanju. U takvoj situaciji dojam da vlast funkcionira makar to i ne bilo tako, unosilo je sigurnost.
Dana 9. ožujka 1996. Zastupnički dom Hrvatske Republike Herceg-Bosne donosi odluku o postupnom prijenosa funkcije civilne vlasti Hrvatske Republike Herceg-Bosne na tijela vlasti Federacije Bosne i Hercegovine. Održavaju se utemeljiteljske skupštine županija u Federaciji BiH. U svibnju 1996. godine, na sjednici Predsjedničkog vijeća reorganizirana je Vlada Hrvatske Republike Herceg-Bosne u prijelaznom razdoblju, te ju je činila šest ministarstva. Hrvatska Republika Herceg-Bosna formalno je ukinuta 14. kolovoza 1996. godine.

### Oružane snage
Hrvatski narod u Bosni i Hercegovini prvi se organizirao politički i vojno protiv srpskog agresora. Ta njegova organizacija bila je temelj nastojanja da se održi kao konstitutivan i suveren narod u Bosni i Hercegovini. U redovima hrvatskih vojnih postrojbi početkom rata u Bosni i Hercegovini s Hrvatima su se borili i Bošnjaci. Hrvatske obrambene snage osnivaju se 3. prosinca 1991., a Hrvatsko vijeće obrane formira se 8. travnja 1992. godine, kao vrhovno tijelo obrane hrvatskog naroda u Bosni i Hercegovini i zaštite drugih naroda u Herceg-Bosni od bilo kojeg agresora. Godine 1995., pri završetku rata u Bosni i Hercegovini, HVO je imao 50.000 vojnika.
HVO je nakon Daytonskog mirovnog sporazuma definiran kao hrvatska komponenta Vojske Federacije Bosne i Hercegovine, a nakon reforme obrane 2005. godine, transformiran je u 1. pješačku (gardijsku) pukovniju, jednu od tri pukovnije u okviru Oružanih snaga Bosne i Hercegovine.

### Upravna podjela
Dana 18. studenog 1991., kada je proglašena Hrvatska zajednica Herceg-Bosna, u njezin sastav ušlo je 30 općina: Jajce, Kreševo, Busovača, Vitez, Novi Travnik, Travnik, Kiseljak, Fojnica, Dobretići, Kakanj, Vareš, Kotor Varoš, Tomislavgrad, Livno, Kupres, Bugojno, Uskoplje, Prozor, Konjic, Jablanica, Posušje, Mostar, Široki Brijeg, Grude, Ljubuški, Čitluk, Čapljina, Neum, Stolac i Ravno.
Osnivanjem Hrvatskog vijeća obrane, 8. travnja 1992. godine, Herceg-Bosna je povezana s ostalim hrvatskim zajednicama: Bosanska Posavina, Usora, Soli, Srednja Bosna i Vrhbosna. Potkraj 1992. godine, na sastanku u Travniku pod predsjedanjem Mate Bobana je donesena odluka da se sve hrvatske zajednice ujedine u vrhovnu, Hrvatsku zajednicu Herceg-Bosnu. Zapravo su Herceg-Bosni pristupili: Srednja Bosna (današnje Žepče), sjeverni, slobodni dio Usore i jedini slobodni dio Bosanske Posavine Orašje jer su Srbi zauzeli južni, komušanski dio Usore i gotovo čitavu Bosansku Posavinu, drugu značajniju hrvatsku zajednicu. Do tada, Srbi su zauzeli dvije općine Herceg-Bosne, Kupres i Kotor Varoš. Srpsko zauzimanje Jajca i Dobretića postat će jedan od uzroka bošnjačko-hrvatskog sukoba.
Općine su imale Općinsko vijeće, Načelnika općine i svoje službe. U općine su ulazila naselja koncentrirana uglavnom oko najznačajnijeg grada ili mjesta u području. Općine su bile podijeljene na mjesne zajednice. Pri potpisivanju Daytonskog sporazuma, pod kontrolom Hrvatskog vijeća obrane nalazilo se više teritorija Bosne i Hercegovine nego što je bio postotak Hrvata u Bosni i Hercegovini. 
Područja koja su bila pod kontrolom HVO-a pri potpisivanju Daytonskog sporazuma: manji dijelovi općina Bosanski Novi, Bosanska Kostajnica, Bosanska Dubica, Bosanski Šamac, općina Orašje, dijelovi općine Brčko, dijelovi općine Tešanj (današnja općina Usora), dijelovi općina Maglaj, Žepče i Zavidovići (današnja općina Žepče, u koju su promjenom granica ušli većinski hrvatski dijelovi općina Maglaj i Zavidovići), manji dio općine Vareš, veći dijelovi općina Novi Travnik, Vitez, Busovača, Kiseljak, Kreševo oko istoimenih gradova, dijelovi općine Travnik, istočni dio općine Fojnica, općina Jajce, općina Dobretići, manji dio općine Donji Vakuf, južni dio općine Uskoplje zajedno s južnim dijelom grada Uskoplja, veći dio općine Prozor-Rama, sjeverozapadni dio općine Jablanica, općina Tomislavgrad, općina Livno, općina Kupres, općina Glamoč, općina Bosansko Grahovo, općina Drvar, manji dio općine Bihać, južni dio općine Bosanski Petrovac, veći dio općine Ključ (danas općina Ribnik), općina Mrkonjić Grad, općina Šipovo, manji (južni) dio općine Banja Luka, općina Posušje, općina Grude, općina Široki Brijeg, sjeverozapadni, zapadni i jugozapadni dijelovi općine Mostar zajedno sa zapadnim (većim) dijelom grada Mostara, općina Ljubuški, općina Čitluk, općina Čapljina, općina Stolac, općina Neum i općina Ravno.

## Stanovništvo
Na području koje je proglašeno dijelom Hrvatske zajednice Herceg-Bosne, 18. studenog 1991. godine prema popisu stanovništva izvršenom u ožujku 1991. godine, živjelo je 1.238.512 stanovnika, sljedećeg nacionalnog sastava:
- Hrvati – 556.274 ili 44,91 %
- Bošnjaci – 398.092 ili 32,14 %
- Srbi – 203.612 ili 16,44  %
- Jugoslaveni – 56.092 ili 4,53 %
- Ostali – 24.505 ili 1,98 %[22]

Rat u Bosni i Hercegovini je učinio svoje i utjecao je na etničku kartu Bosne i Hercegovine koja je do tada zbog velike izmiješanosti naroda često nazivana "leopardovo krzno". Tako su brojnim etničkim čišćenjima i progonima se dogodila velika preseljena naroda na područja koja je držala njihova vojska. Hrvati su se selili na područja koja je držao HVO, Bošnjaci na područja koja je držala Armija BiH te Srbi na područja koja je držala Vojska RS-a.
Na popisu stanovništva u Bosni i Hercegovini 1996. godine, koji je proveo UNHCR (popis nije službeno priznat), Bosna i Hercegovina je imala 3.919.953 stanovnika. Od toga broja, Hrvata je bilo 571.317 ili 14.57 % ukupnog stanovništva te zemlje. Hrvati su zahvaljujući samoorganiziranju izborili svoj opstanak u Bosni i Hercegovini, u ratu u toj zemlji.

## Gospodarstvo
Krajem 1980-ih i početkom 1990-ih, Bosna i Hercegovina je bila četvrta republika po razvijenosti u sastavu SFRJ. Infrastruktura unutar države kao i industrijske grane su bile loše razvijene. Gospodarski život na području cijele BiH u tri ratne godine praktički je zamro. Mnoge, prije rata, uspješne tvrtke već za srpske agresije su opljačkane, a na njima je prouzročena veća materijalna šteta. Nije bilo značajnije gospodarske aktivnosti, dok se o pokretanju novih pogona nije ni razmišljalo zbog ratnih događanja. Poljodjelstvo je bilo na niskoj razini, prometna infrastruktura je propadala, građevinska je djelatnost bila skoro nepostojeća, stopa nezaposlenosti je bila velika. Kao direktan rezultat rata između 1992. i 1995. već niska industrijska proizvodnja unutar zemlje je opala za oko 80%. Ratna događanja su također dovela do uništavanje loše infrastrukture u zemlji. Sve ovo je dovelo do velikog porasta nezaposlenosti i opada životnog standarda stanovništva. Bruto domaći proizvod Bosne i Hercegovine danas se približava BDP-u zemlje iz 1991.
Ipak, Hrvati su iz rata izašli kao najprosperitetniji narod u Bosni i Hercegovini. Na području Herceg-Bosne nije bilo sjedišta niti jedne prijeratne velike jugoslavenske banke. Sva sjedišta banaka u Bosni i Hercegovini do tada su bila u Sarajevu. Predsjedničko vijeće Hrvatske zajednice Herceg-Bosne nakon njenog osnutka od sarajevskih vlasti dobiva zahtjev da se na području Hrvatske zajednice Herceg-Bosne osnuje banka radi financiranja novoosnovane zajednice općina. U studenom 1992. godine osnovana je Hrvatska banka Mostar preko koje je financirana Hrvatska zajednica, poslije Hrvatska Republika Herceg-Bosna i Hrvatsko vijeće obrane. Kao i na području čitave Bosne i Hercegovine, službena valuta Herceg-Bosne je bio bosanski dinar, ali je u uporabi bio hrvatski dinar, a poslije kuna i marka.

## Promet

### Ceste
UNPROFOR je kodnim imenima označio glavne pravce u uporabi tijekom rata u Bosni i Hercegovini. Najvažniji su bili: 
1. Circle (hrv. Krug) Split – Brnaze – Kamensko – Tomislavgrad – Mandino Selo,
2. Triangle (hrv. Trokut) Mandino Selo – Omrčanica – Prozor,
3. Square (hrv. Kvadrat) Mandino Selo – Jablanica – Prozor,
4. Diamond (hrv. Dijamant) Prozor – Uskoplje – Novi Travnik – Putićevo,
5. Salmon (hrv. Losos) Prozor – Uskoplje – Fojnica – Gromiljak,
6. Pacman Jablanica – Konjic – Tarčin – Kreševo – Kiseljak – Busovača – Kaonik – Putićevo,
7. Lada Doboj – Maglaj – Žepče – Zenica,
8. Gannet Split – Metković – Mostar – Jablanica,
9. Dove (hrv. Golubica) Kiseljak – Breza,
10. Finch (hrv. Zeba) Sarajevo – Ilijaš – Vareš
11. Trout (hrv. Pastrmka) Kiseljak – Fojnica – Blodnica.

### Željeznice
Oko tristo zaposlenih u Hrvatskim željeznicama u Pločama bili su u Hrvatskom vijeću obrane Herceg Bosne, to su većinom Hrvati iz doline Neretve, iz zapadne i istočne Hercegovine. Ostali zaposlenici iz Hercegovine bili su u postrojbama Hrvatske vojske u Pločama i Metkoviću. Oni su dragovoljno branili istočnu i zapadnu Hercegovinu u Domovinskom ratu. Dobra je suradnja bila između čapljinske brigade HVO-a Knez Domagoj i hrvatskih željezničara u Pločama.
Zanimljivo je kako su željezničari iz Ploča ujesen 1991. na pruzi Ploče – Čapljina – Mostar, dolaskom srpskih rezervista započeli pripreme za obranu doline Neretve. No, službeno je HŽ od ŽTO-a Sarajevo preuzeo prugu tek početkom 1992. Za vrijeme rata 1991. u Hrvatskoj, ondašnja željeznička uprava u Sarajevu ponašala se kao da to nije njihov rat. Štoviše, rukovoditelji, većinom Srbi, pokušavali su što više dizel i elektro lokomotiva iz Ploča staviti pod svoj nadzor, no nije im uspjelo. Željezničari iz Ploča, među kojima su bili i zaposlenici iz okolice Mostara i Čapljine, uspjeli su održati željeznički promet od Ploča do Čapljine, te do Baćevića kod Mostara.
Od 1992. djelovale su i Željeznice Herceg-Bosne, sa sjedištem u Mostaru, koje su veoma dobro surađivale s Hrvatskim željeznicama. Uspjeli su očuvati promet od mostarskih predgrađa do Čapljine i Metkovića. Očuvali su i prugu oko Žepča. Zanimljivo je kako su Željeznice BiH 1996. godine pokušale preuzeti prugu u dolini Neretve. Čak je sarajevska direkcija ultimativno tražila da njihovo osoblje vozi od Mostara do Ploča, te da radi manevru u Luci Ploče. Cilj je bio jasan, mirnim putem, nakon rata, ovladati Lukom Ploče i prugom Ploče – Mostar. Pokušaj nije uspio jer je narod u dolini Neretve rekao svoje. Pruga je obranjena i u ratu i u miru. Godine 2001., Federacija BiH osniva Željeznice Federacije Bosne i Hercegovine, čiji kapital čini željeznička imovina Željeznica BiH i Željeznica Herceg-Bosne. Danom početka primjene novog zakona prestaju s radom Željeznice BIH i Željeznice Herceg-Bosne, a uspostavlja se rad Željeznica Federacije BiH. Danas su HŽ i ŽFBiH partneri na europskom kolosijeku.

## Kultura
Kulturne aktivnosti tijekom rata i poslijeraća na području čitave Bosne i Hercegovine su zamrle. Ostat će upamćeno da su Hrvati Bosne i Hercegovine stvorili jake elektroničke medije za tadašnje bosanskohercegovačke prilike, koji su poslije ukinuti odlukama Visokog predstavnika i Međunarodne zajednice. U Mostaru je smješteno Sveučilište u Mostaru, jedino hrvatsko sveučilište izvan Hrvatske.
Usprkos značajnim razaranjima sveučilišnih objekata i općoj pogibelji za studente i nastavnike, Sveučilište nije prekidalo svoje aktivnosti tijekom čitavoga rata (1992. – 1995.). Sredinom devedesetih dolazi do otvaranja novih fakulteta i znanstveno-istraživačkih instituta. Rane devedesete XX. stoljeća ostat će upamćene po buđenju nacionalne svijesti u Bosni i Hercegovini. Tako je nakon 41 godine zabrane rada, obnovljeno Hrvatsko kulturno društvo Napredak, nositelj očuvanja i jačanja hrvatske nacionalne svijesti u Bosni i Hercegovini.

### Mediji
U Radioteleviziju Herceg-Bosne, tijekom zadnje dvije godine rata u Bosni i Hercegovini uloženo je 10 milijuna njemačkih maraka. Radio Herceg-Bosne je zaživio te on i danas postoji, a od 1. srpnja 2019. s emitiranjem započinje i Televizija Herceg-Bosne.
Kao nasljednik Televizije Herceg-Bosne, 1996. nastaje Erotel, javna televizija na hrvatskom jeziku, iz Mostara, čiji se program mogao gledati na svim područjima koja su bila dio Herceg-Bosne. Osim programa Erotela i programi HRT-a mogli su se pratiti na čitavom području bivše Herceg-Bosne sve do 1999. Neovisno povjerenstvo za medije, 15. studenog 1999. godine, zabranilo je rad Erotelu, da bi Erotelovi odašiljači nekoliko mjeseci kasnije bili nasilno oduzeti i predani Federalnoj televiziji. Preko tih "hrvatskih" odašiljača danas se sustavno ugrožava hrvatski jezik, tradicija i kultura, blati se hrvatska povijest i zaslužni ljudi, zaobilazi se hrvatska narodna baština i sve što bi doprinosilo afirmaciji hrvatskoga nacionalnog i kulturnog bića.

### Obrazovanje
U Mostaru je smješteno Sveučilište u Mostaru, jedino hrvatsko sveučilište izvan Hrvatske. Nastava se odvija na hrvatskom jeziku. Sveučilište u Mostaru ima dugu prošlost. Njegova je prethodnica franjevačka teologija, prva visoka škola u Mostaru i Hercegovini, utemeljena 1895. godine. Sredinom XX. stoljeća u Mostaru je osnovana Viša pedagoška škola, a potom i Visoka tehnička škola strojarske struke. On su bile zametci današnjega sveučilišta.
Mostar je 1977. postao samostalno sveučilišno središte s više fakulteta i viših škola odvajajući se od Univerziteta u Sarajevu i osnivajući Sveučilište "Džemal Bijedić". Usprkos značajnim razaranjima sveučilišnih objekata i općoj pogibelji za studente i nastavnike, Sveučilište nije prekidalo svoje aktivnosti tijekom čitavoga rata (1992. – 1995.). Sredinom devedesetih dolazi do otvaranja novih fakulteta i znanstveno-istraživačkih instituta.

### HKD Napredak
Dana 14. rujna 1902. u Mostaru, i nešto kasnije, 11. studenog 1902. godine u Sarajevu održana je utemeljiteljska sjednica "Hrvatskog društva za namještanje djece na zanate i u trgovinu". Društvo je osnovano kao "Hrvatsko potporno društvo za siromašne đake i naučnike". 10. rujna 1904. godine, sarajevsko društvo mijenja ime u "Napredak". 19. studenog 1905. godine, sarajevsko društvo u svoj program uvodi i pomaganje đaka, a naziv društvu je "Hrvatsko društvo Napredak za potpomaganje naučnika i đaka Hrvata – katolika". 9. lipnja 1907. godine, mostarsko i sarajevsko društvo su se ujedinili. Sjedište HKD Napretka je bilo u Sarajevu, gdje je ova ustanova izgradila impresivnu "Napretkovu" palaču 1923. godine.
Napredak je nastavilo s radom sve do 1949. godine, kada su ga raspustile protuhrvatski nastrojene jugoslavenske vlasti. Napretkovo djelovanje nije odgovaralo tadašnjoj vlasti pa 1. travnja 1949. godine, dolazi do njegova ukidanja, pod izgovorom kako nema članstva i ne može se održati skupština, koja bi dala legalitet upravi. Obnoviteljska skupština održana je 29. rujna 1990. godine u Sarajevu. Usvojen je Statut kojim je definirano da je svrha obnovljenog Napretka: kulturno i prosvjetno djelovanje, ekonomsko jačanje i socijalno podizanje hrvatskog naroda.

## Šport
Bosanskohercegovački Hrvati su prvi u ratu i tijekom poslijeraća u Bosni i Hercegovini osnovali svoje vlastite lige u brojnim športovima. 

### Nogomet
Prva nogometna liga Hrvatske Republike Herceg-Bosne je funkcionirala kao nogometno ligaško natjecanje za klubove bosanskohercegovačkih Hrvata u Bosni i Hercegovini za vrijeme rata u toj zemlji i poslijeraća. Bila je to prva nogometna liga nastala za za vrijeme rata i poslijeraća u Bosni i Hercegovini, a ligu je organizirao Nogometni savez Hrvatske Republike Herceg-Bosne.
Za to vrijeme, nogometna natjecanja su bila podijeljena po nacionalnoj osnovi, tako da su u Bosni i Hercegovini Hrvati, Bošnjaci i Srbi svaki za sebe igrali svoje nacionalne lige. Nogometni savez Bosne i Hercegovine, koji je bio pod bošnjačkim vodstvom, je priznavao isključivo bošnjačku nogometnu ligu.
Prva nogometna liga Hrvatske Republike Herceg-Bosne je formirana 1993. godine. U sezoni 1997./1998., najbolji nogometni klubovi bosanskohercegovačkih Hrvata su se počeli suočavati s najboljim bošnjačkim za ulazak u UEFA-ina europska klupska natjecanja. Ovi odnosi su postojali sve do sezone 2000./2001., kada su se dvije lige spojile u jednu, stvorivši Premijer ligu Bosne i Hercegovine.
Nogometna reprezentacija Herceg-Bosne je odigrala svoju jedinu utakmicu protiv neke druge reprezentacije s najboljom vrstom Paragvaja, 21. travnja 1996. godine u glavnom gradu Paragvaja, Asunciónu. Tu utakmicu Nogometni savez Paragvaja priznaje kao službenu, a i FIFA je vodi takvom, samo je ne priznaje Nogometni savez BiH. Utakmicu je Paragvaj dobio s 3:0 (1:0), a za Herceg-Bosnu su nastupili: Dukić, Skoko, Kordić, Babić, Bubalo, Matan, Ravlić, Musa, Bogdan, Marinović, Marušić (još su igrali Sušac, Bartolović). Izbornik: Branko Međugorac.

### Košarka
Košarkaška liga Herceg-Bosne je funkcionirala kao košarkaško ligaško natjecanje za klubove bosanskohercegovačkih Hrvata u Bosni i Hercegovini za vrijeme rata u toj zemlji i poslijeraća. Osnovana je 1993. godine, a ligu je organizirao Košarkaški savez Hrvatske Republike Herceg-Bosne. Za to vrijeme, košarkaška natjecanja su bila podijeljena po nacionalnoj osnovi, tako da su u Bosni i Hercegovini Hrvati, Bošnjaci i Srbi svaki za sebe igrali svoje nacionalne lige. Međunarodna košarkaška federacija je priznavala samo rezultate iz bošnjačke košarkaške lige. Godine 2002. stvoreno je Košarkaško prvenstvo Bosne i Hercegovine, a nacionalne lige su nastavile postojati, ali kao druge lige. Tako pobjednik Košarkaške lige Herceg-Bosne ulazi u Košarkaško prvenstvo Bosne i Hercegovine zajedno s jednim srpskim i bošnjačkim košarkaškim klubom.

### Ostali športovi
Osim nogometa i košarke, dva najpopularnija športa, postojala su, a i danas postoje, ligaška natjecanja Herceg-Bosne i u ostalim športovima. Tu treba istaknuti Prvu rukometnu ligu Herceg-Bosne, Prvu šahovsku ligu Herceg-Bosne, Prvenstvo Herceg-Bosne u boćanju, Prvenstvo Herceg-Bosne u kuglanju i druge.

## Simboli

### Zastava
Zastava Hrvatske Republike Herceg-Bosne se sastoji od tri boje: crvene, bijele i plave, s grbom Herceg-Bosne u sredini. Omjer širine i dužine zastave je 1 : 2. Boje zastave su položene vodoravno i to ovim redom s gornje strane: crvena, bijela i plava. Svaka boja čini jednu trećinu širine zastave. Grb Herceg-Bosne je smješten u sredini zastave tako da gornji dio grba (pleter) zalazi u crveno polje zastave, a donji dio grba (u visini jednog kvadratnog polja) zalazi u plavo polje zastave. Središnja točka grba poklapa se s točkom u kojoj se sijeku dijagonale zastave.
Zastava je usvojena za zastavu Hrvatske zajednice Herceg-Bosne. Kada je 28. kolovoza 1993. proglašena Hrvatska Republika Herceg-Bosna, zastava je potvrđena. Nakon ukidanja Herceg-Bosne Washingtonskim sporazumom iz 1994., zastava je prihvaćena kao zastava Hrvata u Bosni i Hercegovini. Zastava se još za vrijeme Rata u Bosni i Hercegovini počela koristiti na svadbama, a postala je nezaobilazna i na ostalim društvenim događajima  hrvatskog naroda u Bosni i Hercegovini.

### Grb
Grb Hrvatske Republike Herceg-Bosne je povijesni hrvatski grb u obliku stiliziranog štita, podijeljen vodoravno i okomito u dvadeset pet crvenih i bijelih kvadrata, tako da je prvo polje u lijevom gornjem kutu stiliziranog štita crvene boje. Iznad stiliziranog štita nalazi se pleter vodoravno položen na štit iznad tri središnja polja. Omjer visine tropleta i visine kvadratnog polja je 1:1, a omjer dužine tropleta i dužine kvadratnog polja je 3:1. Grb je obrubljen zlatnom crtom. Grb Herceg-Bosne se rabio za vrijeme postojanja Herceg-Bosne i nekoliko godina nakon završetka rata u BiH. Ukidanjem Herceg-Bosne i osnivanjem Federacije BiH grb se prestao rabiti, a danas je samo u uporabi u učionicama škola u BiH koje svoju nastavu izvode po hrvatskom nastavnom planu i programu te u Zapadnohercegovačkoj i Hercegbosanskoj županiji gdje se koristi kao tih dviju županija.
Hrvatska Republika Herceg-Bosna je imala i svoje registarske pločice za automobile. Tablice su bile slične tablicama Republike Hrvatske, samo se umjesto grba Republike Hrvatske na pločicama nalazio grb Hrvatske Republike Herceg-Bosne i slovne oznake gradova (MO – Mostar, ŠB – Široki Brijeg, GR – Grude, PO – Posušje, LJ – Ljubuški, ČA – Čapljina, TG – Tomislavgrad, LI – Livno, RA – Rama, KI – Kiseljak, JA – Jajce, TR – Travnik, DR – Derventa, OR – Orašje itd.). Tablice su ukinute 1998. godine, kada je tadašnji visoki predstavnik za Bosnu i Hercegovinu Carlos Westendorp donio odluku o aktualnom dizajnu zastave Bosne i Hercegovine i uveo jedinstvene registarske tablice za čitavu Bosnu i Hercegovinu.

## Galerija
- Hrvatska zajednica Bosanska Posavina
- Bosanska Posavina prije srpskih ofenziva
- Pad Bosanske Posavine
- Operacija Lipanjske zore
- Hercegovina nakon Lipanjskih zora
- Herceg-Bosna (plava) u ožujku 1994.
- Oslobođenje Zapadne Bosne
- Etnički sastav stanovništva županija Federacije BiH

## Srodni članci
- Hrvati Bosne i Hercegovine
- Hrvatsko vijeće obrane
- Hrvatska demokratska zajednica Bosne i Hercegovine
- Mate Boban
- Rat u Bosni i Hercegovini
- Bošnjačko-hrvatski sukob
- Hrvatska zajednica Herceg-Bosna (udruženje)

## Unutarnje poveznice
- Demografska povijest Hrvata Bosne i Hercegovine
- Demografske promjene Hrvata u drugoj Jugoslaviji
- Hrvati u Bosni i Hercegovini 1991. godine
- Bosanskohercegovački Hrvati u Ratu u Bosni i Hercegovini
- Bosanskohercegovački Hrvati nakon Daytonskog sporazuma
- Blagdani i spomendani Hrvata Bosne i Hercegovine

## Vanjske poveznice
- Saša Mrduljaš, Hrvatska politika unutar Bosne i Hercegovine u kontekstu deklarativnog i realnoga prostornog opsega Hrvatske zajednice / Republike Herceg-Bosne (1991. – 1994.), Institut društvenih znanosti Ivo Pilar – Centar Split, 2008.
- Službena stranica Hrvatske zajednice Herceg-Bosne: HercegBosna.ba